# Boston Minutemen
El Boston Minutemen fue un equipo de fútbol de los Estados Unidos que formó parte de la North American Soccer League, la desaparecida liga de fútbol más importante del país.

## Historia
Fue fundado en el año 1974 en la ciudad de Boston, Massachusetts y su primera sede fue el Alumni Stadium con capacidad para 30.000 espectadores. Eusébio formó parte del club en 1975 y también el seleccionado de Estados Unidos Shep Messing.
Ganaron la División Norte en su primera temporada y tuvieron un promedio de asistencia de 9.000 espectadores por partido, siendo uno de los 5 promedios más altos de la liga, pero perdió en los playoffs ante Los Angeles Aztecs.
Para la temporada siguiente volvieron a ganar la División Norte, aunque el promedio de asistencia bajó a 4.000 aficionados por juego y en los playoffs fueron eliminados por los Miami Toros.
Para 1976 el dueño John Sterge anunció que el club jugaría en el Harvard Stadium, pero hubo un problema antes de iniciar la temporada y pasaron vagando por varios estadios (Schaefer Stadium en Foxboro, Veteran's Memorial Stadium en Quincy, y el Sargent Field en New Bedford), aparte de ello, el club comenzó a tener problemas financieros, tanto que tuvieron que vender algunos jugadores como Eusébio, el cual se fue para el equipo que sería el campeón de la temporada, el Toronto Metros-Croatia. La asistencia a los partidos bajó, el Minutemen perdió los últimos 12 partidos y al terminar la temporada desapareció.

## Palmarés
- NASL División Norte: 2

1974, 1975

## Temporadas
| Año  | Liga        | G  | P  | E | Pts | Temporada Regular                             | Playoffs                                 | Asistencia |
| ---- | ----------- | -- | -- | - | --- | --------------------------------------------- | ---------------------------------------- | ---------- |
| 1974 | NASL        | 10 | 9  | 1 | 94  | 1.ª División Norte                            | Perdió en Semifinales (ante Los Angeles) | 9,642      |
| 1975 | NASL indoor | 1  | 1  | — | 2   | 4.ª Región 2                                  | No Clasificó                             | N/A        |
| 1975 | NASL        | 13 | 9  | — | 116 | 1.ª División Norte                            | Perdió en cuartos de final (ante Miami)  | 4,422      |
| 1976 | NASL indoor | 0  | 2  | — | 0   | 4.ª Regional Este                             | No Clasificó                             | N/A        |
| 1976 | NASL        | 7  | 17 | — | 72  | 5.ª División Norte, Conferencia del Atlántico | No Clasificó                             | 2,581      |

## Jugadores destacados
| - Ade Coker (1974-1976) - Shep Messing (1975-1976) - Mickey Cohen (1976) - Gene Geimer (1976) - Bert Bowery (1976) - John Coyne (1974) | - Everald Cummings (1976) - Geoff Davies (1975–76) - Paddy Greenwood (1974/1976) - Eusébio (1975) - Ian McKechnie (1974) |